# Tegalkodo
Tegalkodo is een bestuurslaag in het regentschap Bojonegoro van de provincie Oost-Java, Indonesië. Tegalkodo telt 2144 inwoners (volkstelling 2010).